# Marko Cindrić
Marko Cindrić (Zagreb, 6. travnja 1984.) je hrvatski kazališni i televizijski glumac. 

## Filmografija

### Televizijske uloge
- "Nestali" kao Gradski (2020.)
- "Tko želi biti milijunaš?" kao natjecatelj (2019.)
- "Konak kod Hilmije" kao ustaša Krešimir Satnik (2018.)
- "Rat prije rata" kao Radenko Radojčić (2018.)
- "Čista ljubav" kao inspektor Šarić (2018.)
- "Dragi susjedi" kao Boris (2018.)
- "Kud puklo da puklo" kao Tihomir (2015.)
- "Crno-bijeli svijet" kao Škrnjug (2015.)
- "Glas naroda" kao Engleski novinar (2014.)
- "Vatre ivanjske" kao Luka Župan (2014. – 2015.)
- "Tajne" kao Goran (2013.)
- "Larin izbor" kao Leon Lozar (2013.)
- "Loza" kao Filip Gamulin (2011. – 2012.)
- "Pod sretnom zvijezdom" kao Ivo Nikolić (2011.)
- "Dnevnik plavuše" kao Zvonko (2011.)
- "Zauvijek susjedi" kao Eki (2008.)

### Filmske uloge
- "102 Punks" kao Jamijev prijatelj/Basist (2016.)
- "ZG80" kao Kizo (2016.)
- "Zbog tebe" kao Gogo (2016.)
- "Vjetar puše kako hoće" kao Miro (2014.)
- "Broj 55" kao Crni (2014.)
- "Kratki spojevi" kao Marko (2013.)
- "Nije sve u lovi" kao Robi (2013.)
- "Amnezijak na plaži" kao Lanlu (2013.)
- "Brija" kao Jole (2012.)
- "Jedan" kao Nikola (2011.)

### Sinkronizacija
- "Malci 2: Kako je Gru postao Gru" kao sljedbenik #1, kapetan i bajker (2022.)
- "Sonic: Super jež 2" kao Randall (2022.)
- "Domaća ekipa" kao reporter #4 i Daryl Fitzsimmons (2022.)
- "Monstermania" kao tetovirani tip, trener kralja Groznog, kladioničar i umorni najavljivač (2021.)
- "Pjevajte s nama 2" kao Mason (2021.)
- "Space Jam: Nova legenda" kao Malik i Rick (2021.)
- "Tom i Jerry" kao chef Jackie, otac u prolazu, nadzornik posudice za posao i Topsy (2021.)
- "Pokémon: Mewtwo uzvraća udarac – Evolucija" kao Corey (2020.)
- "Klaus" kao Mrvica (2020.)
- "Doživotna rodbina" kao Lewis (2019.)
- "Rimski gladijatori" kao Cassio (2018.)
- "Spider-Man: Novi svijet" kao Miguel O'Hara / Spider-Man 2099 (2018.)
- "Viteška družina" kao Sir Goran (2018.)
- "Thundermani" kao mladi Hank iz filma i komandant Dirk Trumbo (2018.)
- "Sezona lova: Lud od straha" kao Janko (2016.)
- "Pjevajte s nama" kao Lance (2016.)
- "Rock'n'roll škola" kao Dewey Finn (2016.)
- "Kuća obitelji Glasnić" kao Flip, Liam, Loni Glasnić, Oblak Kišnić (2016.)
- "Povratak u divlji zapad" kao Mitch Duvalier (2016.)
- "Promjena igre" kao Miles (2016.)
- "Henry Opasan" kao vlasnik trgovine, Tin Kovač, Van Del, Bernie (2015.); Jafoon (2016.); Schwabbit (2017.); Barge, Rick Twitler (2019.); Ray Manchester/Captain Man i znanstvenik iz Korporacije Zlo d.o.o. (2020.)
- "Cijepanje Adama" kao Magic Mitch (2015.)
- "Spužva Bob Skockani" kao Mačak Kenny, Don Škrpina, Jole, Dugoprstić
- "Čudnovili roditelji" kao Cupid, Catman
- "Slugterra" kao Eli Shane
- "Žar i čudovišni strojevi" kao Krš
- "Priča o igračkama: Noć vještica" kao Prispojtir (2014.)
- "Ukleta kuća Hathawayovih" kao gdin. Dobson (2014.)
- "Avioni" kao Zed (2013.)
- "Sanjay i Craig" kao Vijay Patel (2013. – 2016.)
- "Super špijunke" kao Planket (2013.)
- "Varalice" kao Ben Dupree (2013.)
- "Big Time Rush" kao Martin Sharkis (2013.)
- "Avioni" kao Zed (2013.)
- "Nicky Deuce" kao ujak Frenki (2013.)
- "Robi - uzbuna na Orlovu vrhu" kao Robi (2013.)
- "Croods" kao Momak (2013.)
- "Krš i lom" kao Markowski (2012.)
- "Victorious" kao Alan, Gerold Arnpeg, Billy Trojček (2012.)
- "Mala, velika panda" kao Kung Fucios (2011.)
- "Kung fu Panda: Legende o fenomentastičnom" kao Majmun/Tong Fo
- "T.U.F.F. Puppy" kao Smrdljivi martin
- "Ninja kornjače" kao Michelangelo (2003.)

## Vanjske poveznice
- Marko Cindrić u internetskoj bazi filmova IMDb-u (engl.)
- Intervju na dnevnik.hr